# Rodolfo Lima
Rodolfo Manuel Lopes Lima (Cascais, 5 maggio 1980) è un ex calciatore portoghese naturalizzato capoverdiano, di ruolo attaccante.

## Carriera

### Club
Ha giocato nella massima serie dei campionati portoghese e bulgaro.

### Nazionale
Tra il 2006 e il 2007, ha giocato 7 partite con la nazionale capoverdiana.